# Urechis chilensis
La pinuca, biológicamente conocida como Urechis chilensis, es una lombriz de mar de la clase Echiura que abunda en el sur de la isla grande de Chiloé, Chile.
Vive bajo la arena de playas sin piedras. En promedio mide unos 8 centímetros de largo y 2 a 3 de diámetro. Poco conocidas, habitan en  túneles a escasa profundidad que recorren rápidamente. Es considerada un manjar gastronómico, y también usada como carnada en la pesca deportiva.